# Quận Sumter, Florida
Quận Sumter là một quận thuộc tiểu bang Florida, Hoa Kỳ. Quận lỵ đóng ở Bushnell6. 
Dân số theo điều tra năm 2010 của Cục điều tra dân số Hoa Kỳ là 118577 người.

## Địa lý
Theo Cục điều tra dân số Hoa Kỳ, quận này có diện tích 1500 km2, trong đó có 85 km2 là diện tích mặt nước.